# Austrosaurus
Austrosaurus là một chi khủng long, được Longman mô tả khoa học năm 1933.